# ランバーグ・バックランド反応
ランバーグ・バックランド反応（ランバーグ・バックランドはんのう、英語: Ramberg–Bäcklund reaction）は有機化学における人名反応のひとつ。α-位の一方にハロゲン原子を持つ脂肪族スルホンに塩基を作用させると、二酸化硫黄 (SO2) を放出しながらアルケンに変わる反応。1940年、スウェーデンの化学者 L. Ramberg と B. Bäcklund によって報告された。
反応機構ではまず、ハロゲンを持たないほうの α-位側のプロトンが塩基に引き抜かれてカルバニオンが発生したときに、もう一方の α-位へ求核的に攻撃してハロゲン化物イオンを放出しながら三員環スルホン（エピスルホン）が生成する。この中間体は不安定で SO2 を遊離させながらアルケンへ変わる。通常はシス体とトランス体の混合物が得られる。